# Rheinisches Derby (Eishockey)
Als Rheinisches Derby im Eishockey werden die Spiele zwischen der Düsseldorfer EG und den Kölner Haien bezeichnet. Besonders von Mitte der 1980er Jahre bis Mitte der 1990er Jahre waren die Duelle der beiden Erzrivalen häufig entscheidende Spiele im Kampf um die Deutsche Meisterschaft. Von den acht Playoff-Serien, die beide Teams gegeneinander ausgetragen haben, fallen sieben in diese Dekade. Die Rivalität begann mit der Gründung der „Haie“, die im Jahr 1972 durch die Abspaltung vom Kölner EK als Kölner EC entstanden sind. In 53 Jahren gemeinsamer Existenz und 50 Spielzeiten gemeinsamer Ligazugehörigkeit gab es bisher 120 Siege für Köln, 115 Siege für Düsseldorf und elf Unentschieden in insgesamt 246 Begegnungen.

## Düsseldorfer EG vs. Kölner Haie
Während einer Spielzeit in der Deutschen Eishockey Liga (DEL) treffen die beiden rheinischen Rivalen traditionell viermal aufeinander; zweimal in Düsseldorf und zweimal in Köln. 18-mal konnten die Kölner die Saison-Serie für sich entscheiden und waren 29-mal in der Tabelle besser platziert als die DEG, welche nur 21-mal vor den Haien landete und ebenfalls 18-mal die Saison-Serie gewann. 14-mal endeten die Duelle während der Hauptrunde mit einer ausgeglichenen Bilanz.
Mit insgesamt 17–16-Siegen gingen die Haie nur aus drei der bisher acht Playoff-Serien als Gewinner hervor, während die DEG fünfmal die Oberhand behielt und dabei dreimal im Finale um die Deutsche Meisterschaft gegen den KEC triumphierte. Besonders in Erinnerung blieb das entscheidende fünfte Finalspiel am 28. März 1993, das mit 2-1 nach Verlängerung endete.
In der Hauptrunden-Statistik führt Köln mit einer Bilanz von 103–98–11. Außerdem gab es ein Spiel im Halbfinale des DEB-Pokal, das Düsseldorf am 1. Februar 2005 mit 1-0 für sich entschied.

### Erfolge und Rekorde
Die Düsseldorfer EG wurde 1935 gegründet und trat zwischen 2001 und 2012 infolge eines Namenssponsorings als DEG Metro Stars auf. Die traditionellen Vereinsfarben sind Rot und Gelb. Die DEG wurde insgesamt achtmal Deutscher Meister (1967, 1972, 1975, 1990, 1991, 1992, 1993, 1996), einmal Deutscher Pokalsieger (2006) und ist der einzige Club, der viermal hintereinander Deutscher Meister wurde (1990 bis 1993). Mit 14 Playoff-Seriensiegen in Folge (1990 bis 1994) hält das Team einen weiteren bis heute gültigen Rekord.
Die Kölner Haie wurden 1972 als Kölner EC gegründet, indem sie sich vom seit 1936 bestehenden Stammverein Kölner EK abspalteten. Die traditionellen Vereinsfarben sind Rot, Schwarz und Weiß. Die Haie wurden insgesamt achtmal Deutscher Meister (1977, 1979, 1984, 1986, 1987, 1988, 1995, 2002), einmal Deutscher Pokalsieger (2004) und sind der einzige Club, der zehnmal in Folge das Halbfinale erreichte (1982 bis 1991). Mit 20 Playoff-Siegen hintereinander (1986 bis 1988) hält das Team einen weiteren bis heute gültigen Rekord.

### Bedeutende Spieler
Mehrere Spieler haben während ihrer Karriere sowohl das Trikot der DEG, als auch das der Haie getragen. Neun von ihnen gewannen sogar mit beiden Teams die Deutsche Meisterschaft. Eine besondere Rolle nimmt auch Hardy Nilsson ein, der als einziger Trainer mit beiden Mannschaften Deutscher Meister wurde (Haie: 1986, 1987, 1988; DEG: 1996).
Deutscher Meister mit beiden Teams: Torhüter Rainer Makatsch (DEG: 1972, 1975; Haie: 1979), Stürmer Michael Muus (DEG: 1975; Haie: 1977), Torhüter Helmut de Raaf (Haie: 1984, 1986, 1987, 1988; DEG: 1990, 1991, 1992, 1993, 1996), Verteidiger Uli Hiemer (Haie: 1984; DEG: 1990, 1991, 1992, 1993, 1996), Stürmer Gerd Truntschka (Haie: 1984, 1986, 1987, 1988; DEG: 1990, 1991, 1992), Stürmer Dieter Hegen (Haie: 1987, 1988; DEG: 1990, 1991, 1992, 1996), Verteidiger Robert Sterflinger (Haie: 1988; DEG: 1991, 1992, 1993, 1996), Stürmer Ernst Köpf Jr. (Haie: 1988; DEG: 1993, 1996) und Verteidiger Mike Schmidt (DEG: 1990, 1991, 1992, 1993; Haie: 1995).
Weitere sehr erfolgreiche und bekannte Spieler, die in den sogenannten „Goldenen Zeiten“ der rheinischen Rivalen für beide Mannschaften aufgelaufen sind, waren Verteidiger Udo Kießling (Haie: 1976–1979, 1983–1992; DEG: 1979–1982), Torhüter Joseph Heiß (DEG: 1986–1988; Haie: 1988–2001), Stürmer Thomas Brandl (Haie: 1987–1996, DEG: 1996–1998), Stürmer Leo Stefan (Haie: 1990–1996; DEG: 1996–2003) und Stürmer Benoit Doucet (DEG: 1991–1998; Haie: 1999).